# Hyphus subvittatus
Hyphus subvittatus är en skalbaggsart som beskrevs av Holzschuh 2006. Hyphus subvittatus ingår i släktet Hyphus och familjen långhorningar. Inga underarter finns listade i Catalogue of Life.